# Dom-Hotel

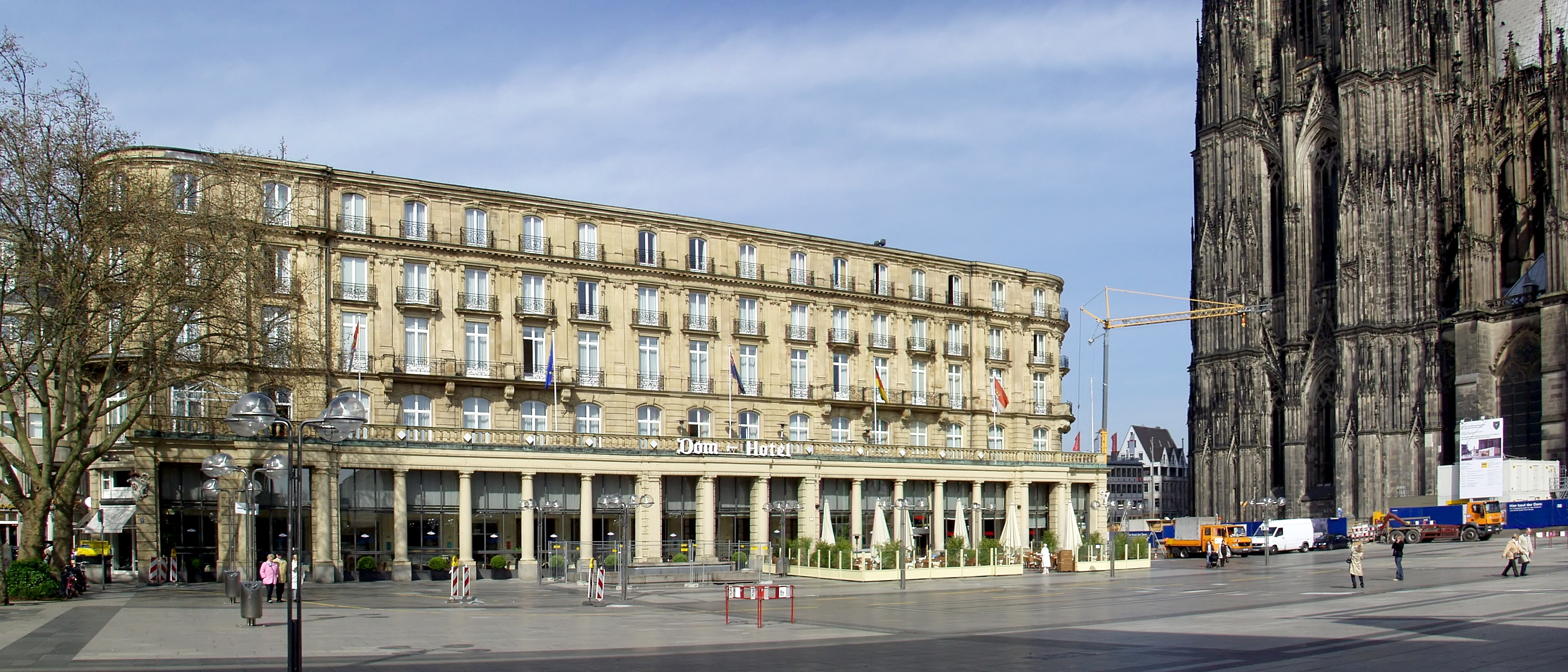
Dom-Hotel (2008)

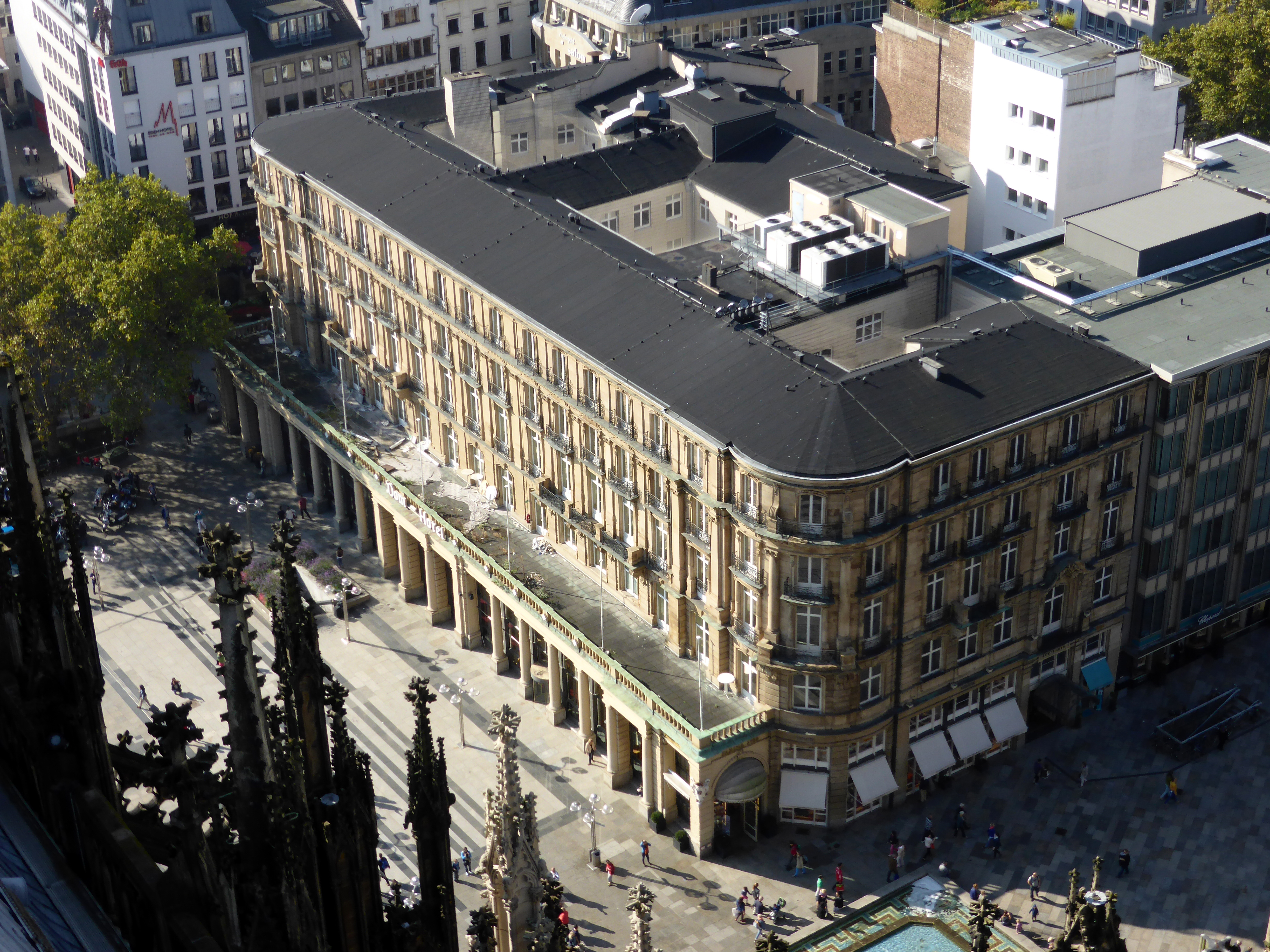
Dom-Hotel, 2014

Das Dom-Hotel in Köln-Altstadt-Nord ist eines der ältesten Grand Hotels in Europa. Der heutige Bau stammt aus dem Jahr 1893 und wurde nach Zerstörungen im Zweiten Weltkrieg vereinfacht wiederaufgebaut. Wegen umfangreicher Baumängel, die bei der Sanierung seit 2012 auftauchten, verkündete die Bayerische Versorgungskammer als Besitzerin den Komplettabriss aller nicht denkmalgeschützten Gebäudeteile und Neuaufbau. 
Seit 2019 wird das Gebäude bis auf die Fassade und das Treppenhaus abgerissen und neu gebaut. 2025 oder 2026 soll das neue Althoff Dom-Hotel Köln wieder seine Türen öffnen. Das Hotel ist Teil des neuen Dom-Carrés.

## Mittelalterliche Vorgängerbauten
Der Kölner Dom zeigte sich noch um die Wende vom 18. zum 19. Jahrhundert eng umbaut. Der Domhof, heute Roncalliplatz auf der Domplatte, war ein Marktplatz, auf dem sich Gaddemen (Verkaufsstände) und Krambuden befanden. An der Westseite des Domhofs gab es im Mittelalter mehrere Gebäude. Dazu gehörten der „Kamp(f)hof“ (heutiger Domhof 7; später „Kamperhof“) und das Anwesen „zum Palast“ (Domhof 9).
Auf dem Domhof fanden die 1169 erstmals erwähnten gerichtlichen, die Blutrache verfolgenden Zweikämpfe statt. Der hierfür erbaute „Kamp(f)hof“ erhielt seinen Namen von diesen gerichtlich angeordneten Zweikämpfen, die zu den Ordalien (Gerichtsurteilen), den so genannten Gottesurteilen oder Gottesgerichten gehörten. Diese vom Richter angeordneten Zweikämpfe gehörten zu den Mitteln, derer man sich zur Erforschung der Wahrheit bediente, wenn es an direkten Beweisen für Schuld oder Unschuld mangelte. Mithilfe des Aberglaubens sollte Gott zum Eingreifen in die schwebende Frage und zur Ermittlung der Wahrheit gebeten werden. Gerichtlich angeordnete Zweikämpfe waren in der ersten Hälfte des Mittelalters üblich und galten als Gottesurteil. Der „Kamp(f)hof“ diente diesen gerichtlich angeordneten Zweikämpfen und ist erstmals im Schreinsbuch von 1356 erwähnt. 
Heinrich von Boele baute den „Kamp(f)hof“ mit Genehmigung vom 18. April 1460 neu. Er verpflichtete sich jedoch, den Kamphof im Falle eines gerichtlich angeordneten Zweikampfs zeitweilig zu räumen. Der an der Hacht gelegene Kampfhof wurde am 22. August 1466 verlehnt. Dadurch schaffte man im Gebäude die Zweikämpfe ab und ersetzte sie durch die so genannte „peinliche Frage“, einer Art Folter.
Neben dem „Kamphof“ stand das Anwesen „zum Palast“ (Domhof 9). Die ältesten Belehnungen geben das Haus „zum Palast“ um 1300 an Johannes Konstantin von Lyskirchen; die nächstfolgende Belehnung stammt aus 1349. Ein aus Stein gebautes Anwesen entstand 1423/1425 an der Stelle von vier alten Holzhäusern. Im Jahre 1444 entstand im Gang zwischen dem Haus „zum Palast“ und dem „Kamphof“ eine Pforte samt Pforthaus.
Am 21. Februar 1481 verkaufte Bürgermeister Jakob von Berchem die durch einen Gang getrennten Häuser „zum Palast“ und „zum Hirtzhorn“ an Asseymeister (Münzgewichtsprüfer) Johann Helmann, den Schwiegervater des Buchdruckers Heinrich Quentell. Dieser hatte die Kölner Beamtentochter Elisabeth Helmann geheiratet. Seine Schwiegereltern stellten ihm die benachbarten Häuser „zum Palast“ und „zum Hirtzhorn“ als Offizin für die Buchdruckerei zur Verfügung. Seit dem 4. November 1500 befanden sich beide Anwesen im Besitz der Buchdruckerfamilie Quentell. 
Das Haus „zum Palast“ ist in Anton Woensams Kölner Stadtansicht von 1531 zu sehen; nicht verwunderlich, denn im Haus befand sich die Druckerei des Heinrich Quentell, dessen Sohn Peter Quentell Woensams Werk veröffentlichte. „Zum Palast“ gehörte zu den herausragenden städtischen Profanbauten jener Zeit. Die Häuser „zum Palast“ und „zum Hirtzhorn“ gingen am 28. März 1528 auf Peter Quentell über, der seit 1520 bis zu seinem Tod am 29. Februar 1546 alleiniger Leiter der Druckerei blieb. Kamphof und Palast wurden vor 1779 niedergelegt.

## Gründerzeit

Domhof 7–9 – erstes Domhotel (um 1880)

Am 1. April 1733 erwarben der Goldschmied Johann Rohr und dessen Gattin Catharina Brewers „den allingen Camphoff so wie der gelegen bey der Hacht vnndt nunmehr zum Morian genandt wird“, denen mit der letzten Anschreinung am 26. Februar 1773 ihre vier Kinder im Besitze folgen; zu diesen gehört der Gold- und Silberarbeiter Johann Heinrich Joseph Rohr, der im Adressbuch von 1798 als damaliger Bewohner genannt ist. „Joan Henrich Joseph Rohr Ratz, Verwanter der Goldschmidszunft me facit Collen auf dem Dohmhoff wohnt im Morian an der Hacht.“ Als Nachfolgebau des Hauses „zum Palast“ (Nr. 9) entstand 1779 ein Ballsaal, in dem Winterkonzerte stattfanden, dem einzigen größeren Saal dieser Art in Köln neben dem Gürzenich. Dazu stand im „Verzeichnis der Stadt-Kölnischen Einwohner“ vom Jahre 1798 „Aufm Domhoff Nr. 2587, Joh. Ehl, Ballhaus“. Er gehörte zunächst Johann Joseph Ehl, nach dessen Tod am 9. Februar 1812 entstand aus dem Ballhaus eine Weinwirtschaft des „Weinzäpfers und Caffe-Schenk“ Johann Peter Lempertz („Pierre Lempertz, cafétier-limonadier“). Bereits 1814 soll er hier einen großen Ball für den schwedischen Kronprinzen Karl XIV. Johann gegeben haben, der seit dem 10. Februar 1814 in Köln sein Hauptquartier unterhielt.
1821 hieß es: „Auch hatten wieder einige Konzerte wie in früheren Jahren bei Lempertz auf dem Domhofe stattgefunden“. Lempertz stellte hier aber auch Kuriositäten wie „Gläserne Menschen“ und „Albino-Kinder“ zur Schau. Lempertz findet sich im Adressbuch von 1822 als „Weinzäpfer und Kaffe-Schenk“ auf. Ein Programm kündigte für den 1. April 1826 ein großes Deklamatorium im „Lempertz’schen Saale auf’m Domhof Nro. 9“ an. Im Jahre 1826 erwarb Weinwirt Franz Wilhelm Horst das Anwesen, der vor 1838 auch den Nachfolgebau des „Kamphof“ („Morian“; Nr. 7) hinzukaufte, um ihn mit der ihm gehörenden Nr. 9 baulich zu vereinen. Hotelier und Weinwirt Albert Harff erwarb am 1. September 1839 das Gebäude und renovierte es anschließend. Um 1840 konnten im neuen „Hôtel du Dôme“ oder „Dome Hotel“ die ersten Gäste übernachten. Albert Harff richtete Konzerte, Maskenbälle und Karnevalssitzungen aus. 
Am 29. September 1840 lud die Concert-Gesellschaft die Mitglieder der Musikalischen Gesellschaft, des Singvereins und der Liedertafel bei Herrn Harff auf dem Domhof zur Wahl der Direktion für die Winterkonzerte ein. Das „Neue Kölner Adress-Buch von 1841“ verzeichnete ihn als Bewohner von Domhof Nr. 7 und Nr. 9. Harff ließ das Gebäude 1841 erweitern. Am 1. Januar 1842 fand hier die erste Karnevalssitzung der neuen „Großen Karnevalsgesellschaft“ statt. Bekannt wurde es in der Kölner Bevölkerung insbesondere für seine Abonnementskonzerte. Am 3. März 1848 versammelten sich im „Saale Harff“ im Rahmen der Märzrevolution mindestens 500 Kölner Demokraten. Der glücklose Harff verkaufte 1857 die beiden Häuser an den Straßburger Ignatz Theodor Metz (* 1819), einem ehemaligen Restaurateur der Kölnischen Dampfschifffahrts-Gesellschaft. Metz ließ den Komplex umbauen und eröffnete hierin am 28. November 1857 das „Dom-Hotel“ („Hôtel du Dôme“). Metz kaufte 1859 das südliche Nachbarhaus Nr. 5 (es war seit dem 14. April 1757 im Besitz des Perückenmeisters Franz Joseph Wilcken) hinzu, welches er 1860 durch einen Kaffeehausneubau („Café du Dôme“) ersetzte. Dieser entwickelte sich zu einem Treffpunkt von Politikern, Künstlern und Literaten. Vor 1873 erwarb Metz auch Nr. 11 und integriert sie in den Hotelkomplex.

Links: das zweite Dom-Hotel Mitte: „Photographisches Atelier“ J. H. Schoenscheidt Rechts: das dritte Dom-Hotel im Bau (um 1892)
Domhotel nach Abriss des zweiten Hotels und der Gartenanlage von Josef Stübben (1893)
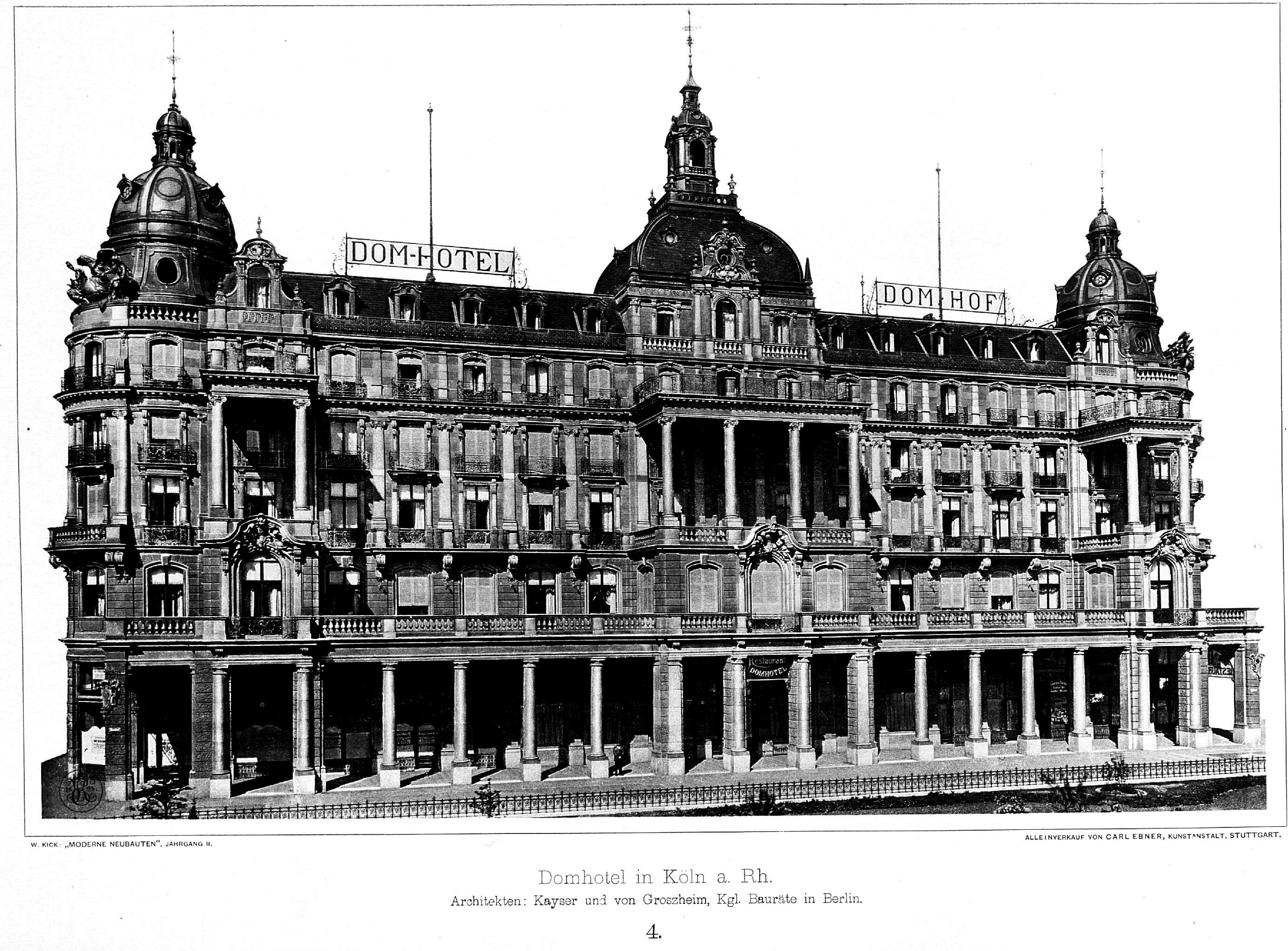
Dom-Hotel (vor 1900)
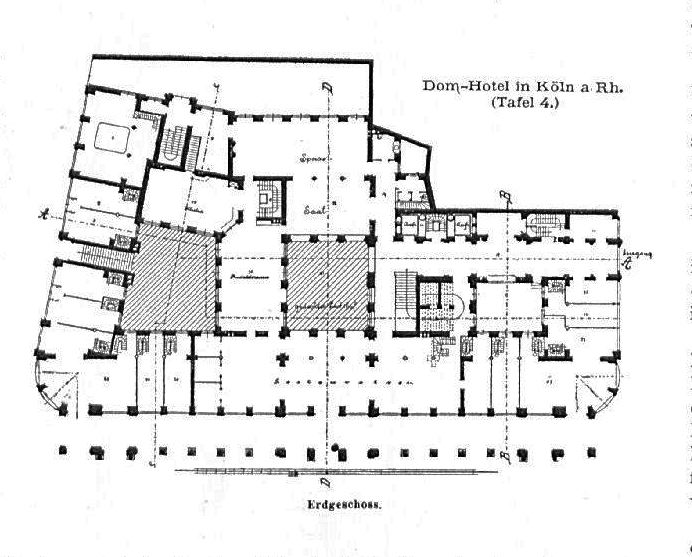
Dom-Hotel, Grundriss

Nach dem Tod von Ignatz Theodor Metz am 13. April 1880 übernahm dessen Sohn Friedrich August Metz die Geschäfte. Am 31. Dezember 1885 stürzte aufgrund statischer Fehlberechnungen einer 1866 vorgenommenen Aufstockung die Decke des großen Bankettsaals ein, wobei niemand zu Schaden kam; der Wiederaufbau des gesamten Hotels erfolgte trotz der Kritik des Dombau-Vereins an derselben Stelle und nicht zurückversetzt. Daraufhin wurde das zweite Hôtel du Dome im Stil der italienischen Renaissance mit einer zehnbögigen Arkade errichtet und im Februar 1886 eröffnet. Mit Eröffnung des „Centralpersonenbahnhofs“ (5. Dezember 1859) sowie der Hohenzollernbrücke (22. Mai 1911) expandierte das Hotelgeschäft.
Nachdem am 27. Dezember 1888 die Stadtverordnetenversammlung den Neubau des Hotels genehmigt hatte, entstand zwischen 1890 und 1893 das dritte Dom-Hotel. Der Neubau durch Heinrich Joseph Kayser und Karl von Großheim erfolgte hinter dem – noch nicht vollständig abgerissenen – alten Hotel. Dabei wurde die Auflage eingehalten, dass der inzwischen vollendete Dom auf Drängen des Dombau-Vereins durch den Hotelneubau weniger verdeckt werden durfte. Es wurde in der Zeit des deutschen Kaiserreichs – neben dem seit 1863 bestehenden Excelsior Hotel Ernst auf der anderen Seite des Domes – zur traditionellen Unterkunft der Hautevolee in Köln. Die Eröffnung des Neubaus fand am 15. April 1893 statt. Hier wohnte mehrmals Kaiser Wilhelm II., Mata Hari hatte hier 1916 ein Spionage-Treffen.
Im Zweiten Weltkrieg trafen die Bombenangriffe vom 2. März 1945 das Hotel und zerstörten es weitgehend, lediglich drei Zimmer waren noch bewohnbar. Der Hoteldirektor und Regimekritiker Roland Metz wurde zuvor im März 1944 im Dachstuhl der Nord-Kuppel erhängt aufgefunden. Der Wiederaufbau erfolgte zwischen 1947 und 1952, das frühere Dach mit seinen Kuppeln und Türmen wurde nicht wiedererrichtet; man baute ein Flachdach, das den Blick auf den Dom weniger stören sollte. Das Haus wurde von den Nachkommen des Theodor Metz bis 1952 von Karl Wilkens und Edgar Lührs, den Ehegatten der Töchter von Roland Metz, wiederaufgebaut. Bis 1984 führte Edgar Lührs, der Urenkel von Theodor Metz, die Geschäfte. Der Domhof wurde 1971 in „Roncalliplatz“ umbenannt.

## Vollständiger Um- und Neubau

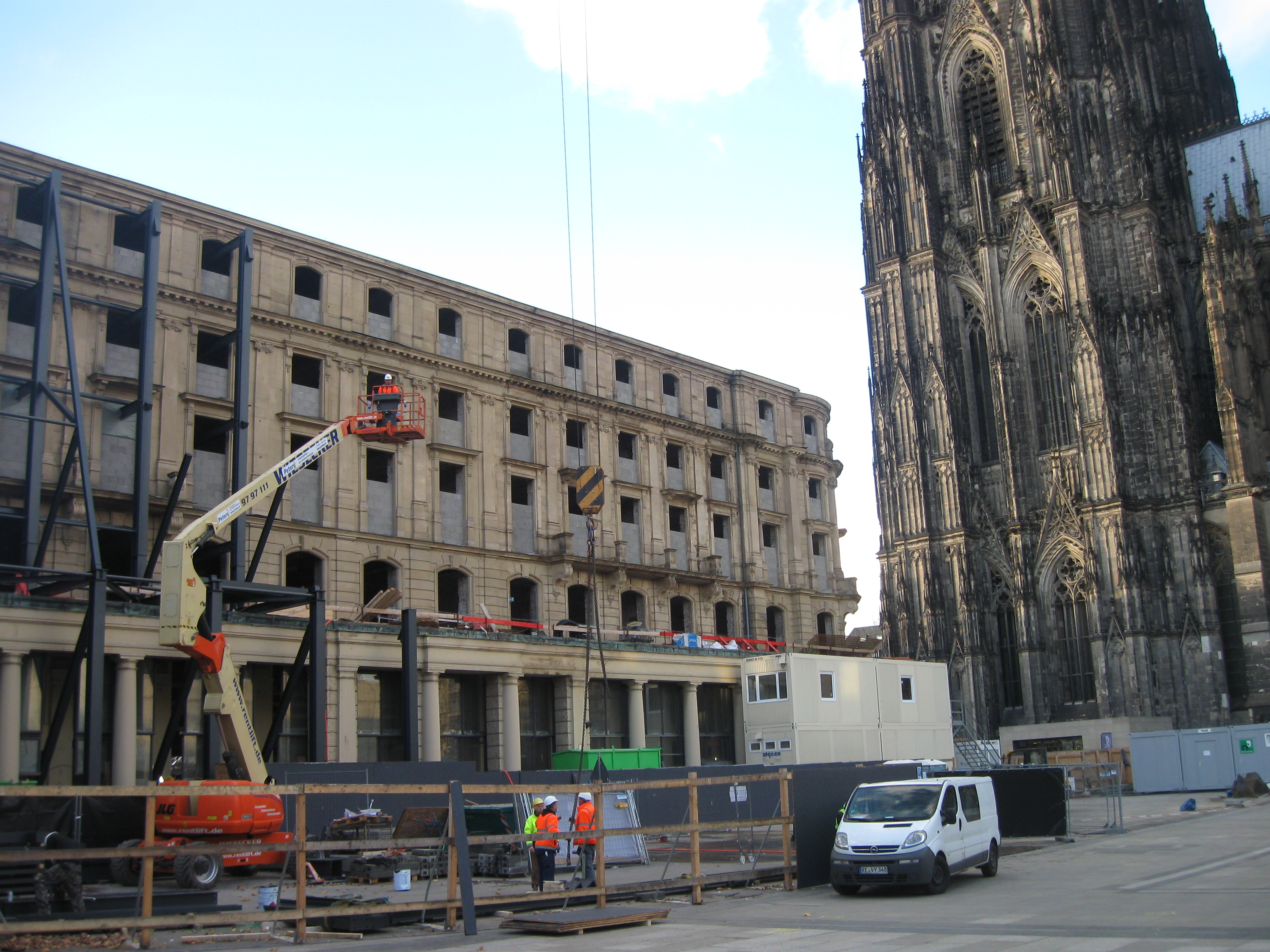
Dom-Hotel entkernt und im Umbau befindlich im November 2018

Im März 2001 erwarb die Kölner Immobiliengruppe Lammerting die Mehrheit an der Dom-Hotel GmbH & Co. KG; sie verkaufte sie im Januar 2010 an die Bayerische Versorgungskammer. Von 2010 bis August 2012 wurde das angrenzende Blau-Gold-Haus als Erweiterung des Dom-Hotels mit 42 neuen Suiten und Luxuszimmern ausgestattet. Dieses Gebäude war 1952 von den Architekten Wilhelm und Rudolf Koep im Stil der Nierentisch-Zeit für den Hersteller von 4711 Kölnisch Wasser mit einer Vorhangsfassade aus Aluminium in dessen Hausfarben Türkis und Gold errichtet worden. Für seine denkmalschutzgerechte Renovierung vergab das Bundesministerium für Verkehr, Bau und Stadtentwicklung im Mai 2012 einen Sonderpreis.
Ab März 2013 sollte das alte Gebäude des Dom-Hotels umgebaut und modernisiert werden, um 2017 sollte es als Fünf-Sterne-Plus-Hotel unter der Marke Althoff Hotel Collection wiedereröffnet werden. Zum 1. Juni 2013 wurden alle Mitarbeiter entlassen.
Der Beginn der Bauarbeiten verzögerte sich jedoch bis ins Jahr 2016, da der Bauherr wiederholt eine Neustrukturierung des Planungsteams vornahm. Während das Innere des Hotels inzwischen bis auf ein denkmalgeschütztes Treppenhaus abgerissen wurde, blieb die ebenfalls denkmalgeschützte Fassade abgestützt erhalten. Für den inneren Neubau wurde im April 2019 die im Herbst 2017 beantragte Baugenehmigung erteilt.
Das neue Dom-Hotel hat 130 Zimmer und 18 Suiten. Im Erdgeschoss gibt es einen Handelsbereich auf zwei Etagen und im neu aufgesetzten Dachgeschoss eine Skybar. Da der Roncalliplatz für den öffentlichen Autoverkehr gesperrt ist, können die autofahrenden Gäste das Hotel durch die Tiefgarage unter der Domplatte erreichen. Wegen Verzögerungen im Bauprozess soll das Dom-Hotel spätestens 2026 wiedereröffnet werden.